# Santa Ana (navire)
Pour les articles homonymes, voir Santa Ana.
Le Santa Ana est un navire de ligne de 112 canons de la marine espagnole construit d'après des plans de José Romero y Fernández de Landa (en). Il a notamment participé à la bataille de Trafalgar sous le commandement d'Ignacio Maria de Álava y Sáenz de Navarrete.